# Кашии (крайцер, 1940)
Кашии (на японски: 香椎) е учебен кораб (лек крайцер) на Императорските ВМС на Япония от времето на Втората световна война. Трети и последен кораб от типа „Катори“. Кръстен е в чест на шинтоистко светилище във Фукуока.

## Предистория
Крайцериите от типа „Катори“ изначално са заложени като учеби кораби в периода 1937 – 1939 г. в рамките на програмите за строителство на спомагателни съдове. С началото на войната в Тихия океан започват да се използват като флагмани на различни флотилии (от флотилии на подводници до ескадри на силите за съпровождение). В хода на войната корабите се модернизират: на тях се поставят допълнителни зенитни оръдия и апарати за пускане на дълбочинни бомби.

## История на службата

### Начало
„Кашии“ е построен от компанията Mitsubishi в нейната корабостроителница в Йокохама. На 15 юли 1941 г. строителство му е завършено, и корабът е приписан официално към базата на ВМС в Сасебо. На 31 юли 1941 г., във връзка с растящото напрежение в Тихия океан, „Кашии“ влиза в състава на Южния експедиционен флот под командването на вицеадмирал Джисабуро Одзава. На 18 октомври 1941 г. „Кашии“ става флагмански кораб на флота, който се базира в Сайгон (Френски Индокитай), а след месец преминава в Хайнан: флагман става „Чокай“. На 5 декември 1941 г. „Кашии“ напуска нос Сен Жак във френски Индокитай, съпровождайки седем транспортни съда, превозващи личният състав на 143-и пехотен полк към провлака Кра (Тайланд) и Британска Малая. Той се намира на път в момента на нападението над Пърл Харбър.

### Начало на войната в Тихия океан
След стоварването на войските в Малая и в Тайланд „Кашии“ се връща в Камранския залив, на 13 декември 1941 г., за среща с 39 транспортни съда от 2-и Малайски „конвой“, които след това съпровожда по източното крайбрежие на Тайланд и Малая. От 26 до 28 декември 1941 г. съпровожда 3-и Малайски конвой. На 3 януари 1942 г. евакуира войници от горящия войскови транспорт „Мейко мару“, запалващ се при Хайнан, който по-късно се взривява. От януари до март 1942 г. патрулира територията от Сингапур до Бангкок и източна Нидерландска Индия: при остров Хайнан 3 януари взема на борда си парашутисти от Императорската армия от потъналия транспорт. На 11 февруари 1942 г. съпровожда 11 транспорта от остров Бангка към Палембанг (Суматра), на 12 март участва в операция „Т“ (нахлуването в северна Суматра).
На 19 март „Кашии“ става флагман на 2-и отряд за съпровождане, с който охранява 32 транспорта с личен състав на 56-а пехотна дивизия, десантираща се в Бирма, а през април охранява още 46 кораба с личен състав на 18-а пехотна дивизия. На 11 април вицеадмирал Одзава възстановява „Кашии“ в длъжност флагмански кораб в Сингапур, а на 14 юли същата година Одзава е сменен от поста командир на флота от вицеадмирал Деншияи Окавачи. „Кашии“ продължава патрулирането в източната част на Индийския океан при бреговете на Бирма, Андаманските острови и Пенанг в течение на септември. На 21 септември отплава от Сайгон към Соломоновите острови с цел оказване на помощ на японските войски: за маскировка е монтиран втори (фалшив) комин, за да може „Кашии“ да изглежда като американски крайцер. На 8 октомври „Кашии“ пристига в Рабаул (Нова Британия) и доставя подкрепления. Обратният път към Сингапур преминава без проблем, и до януари 1943 г. „Кашии“ продължава патрулирането.
През януари 1943 г. „Кашии“ влиза за ремонт в залива Кепел в Сингапур: неговите мачти са скъсени, а при гротмачтата е монтирана система за откриване на подводници. Крайцерът продължава да носи служба в източната част на Индийския океан от февруари до юли 1943 г. На 9 март за командир на 1-и Южен експедиционен флот на Малайските сили, къдетп е и крайцерът, става вицеадмирал Йошикадзу Ендо. От 24 юли до 22 август 1943 г. „Кашии“ извършва два прехода с цел превоз на войски и припаси към Порт Блеър и Кар Никобар. На 29 август 1943 г. при остров Вех, северно от Суматра, на път за Сабанг „Кашии“ е атакуван от британската субмарина „Трайдънт“ (HMS Trident (N52)), която изстрелва осем торпеда от носовите си апарати, без попадение в крайцера. От 21 септември до 27 ноември „Кашии“ извършва още пет похода към Андаманските острови, доставяйки на Императорската армия на Япония подкрепления и припаси без произшествия.
На 31 декември 1943 г. „Кашии“ е преведен в учебния дивизион в Куре, пристигайки в Етаджима през февруари 1944 г. след ремонт в Сасебо: очква се той да стане учебен кораб при Военната академия на Императорския флот на Япония, но той само за кратко е там в качеството на учебен съд. На 25 март е преподчинен на Щаба на генералното командване за съпровождане и е изпратен за ремонт и модернизация във Военноморския арсенал на Куре. Торпедните апарати са заменени с две 127-мм двоени оръдия Тип 89, също така са поставени четири трицевни 25-мм зенитни оръдия Тип 96 (общият брой на стволовете е доведен до 20 единици – 4x3, 4x2), добавени са РЛС за въздушно наблюдение Тип 21, сонар и хидрофон. Задните отсеци са преоборудвани за съхранение на 300 дълбочинни бомб, на шканците са поставени четири бомбомета и две рампи за пускане на бомби. Работите са завършени на 29 април 1944 г.

### Край на войната и гибел
На 3 май 1944 г. в 1-и надводен дивизион за съпровождане на контрадмирал Мицухару Мацуяма флагман става крайцерът „Кашии“. Той напуска порт Модзи на 29 май, насочвайки се в състава на ескорт на конвой към Сингапур. На 2 юни американската подводница „Гитаро“ (USS Guitarro (SS-363)) открива конвоя източно от Тайван и потопява един от корабите с две торпеда, самият „Кашии“ няма поражения. Той пристига на 12 юни в Сингапур с оставащите кораби от конвоя. На 28 юни в Куре е направена поредната модерниция: поставени са още 10 едноцевни 25-мм зенитни оръдия Тип 96, вследствие на което броят на стволовете нараства до 30 (4x3, 4x2, 10x1), а също така е поставена и РЛС за надводен обзор Тип 22. На 13 юли „Кашии“ отплава от порт Мозди в съпровождение на конвоя HI-69 към Лузон (Филипините), на бордовете на охраняемите кораби има авиация. Конвоят достига до Манила, разтоварва цялата авиация, и без проблеми се връща първо в Сингапур, а след това и в Модзи на 15 август.
На 25 август се състои още една мисия за охрана на конвой, плаващ за Филипините. На обратния път „Кашии“ оглавява 5-а група за съпровождение на контраадмирал Сецудзо Йошитоми, охраняваща конвоя HI-74. На 16 септември конвоят е атакуван от американските подводници „Куинфиш“ (USS Queenfish (SS-393)) и „Барб“ (USS Barb (SS-220)), които унищожават два нефтени танкера исамолетоносача „Унъйо“. Загиват над 900 души, 48 самолета отиват на дъното. „Кашии“ взема на борда си 761 оцелели и достига до Модзи на 23 септември. От 26 октомври до 9 ноември крайцерът охранява конвой HI-79, плаващ за Сингапур, а след това от 17 ноември до 4 декември без проблеми се връща в Сасебо. Паралелно контраадмирал Широ Шибуя оглавява 101-а група за съпровождение, където се намира „Кашии“, вместо Йошитоми.
На 10 декември 1944 г. „Кашии“ влиза в 1-а надводна група за съпровождение и напуска Модзи, отправяйки се към Такао в състава на охраната на транспорти на Императорската армия на Япония. От Такао крайцерът се насочва, в състава на друг конвой, към Сингапур: На 25 декември срещу конвоя извършват нападение бомбардировачи B-25 Mitchell на армейската авиация на САЩ, обаче конвоят понася незначителен ущърб. На обратния път тръгва конвоя HI-86, състоящ се от 10 кораба (4 танкера и 6 сухогруза) и пет фрегати на 101-а група за съпровождение: всички отплават от Сингапур на 30 декември 1944 г.
На 12 януари 1945 г., след излизането на конвоя от порт Куиньон, в залива те са засечени от бомбардировачите на 38-а оперативна група (на английски: Fast Carrier Task Force) на ВМС на САЩ, където влизат самолетоносачите „Лексингтън“ (USS Lexington (CV-16)), „Хорнет“ (USS Hornet (CV-12)), „Хенкок“ (USS Hancock (CV-19)), „Есекс“ (USS Essex (CV-9)), „Тайкондерога“ (USS Ticonderoga CV-14), „Ленгли“ (USS Langley (CVL-27)) и „Сан Якинто“ (USS San Jacinto (CVL-30)). В резултат на нападението на палубната авиация на ВМС на САЩ е унищожен почти целия конвой: в десния борд на „Кашии“ попада торпедо, пуснато от торпедоносец Grumman TBF Avenger, а след това две бомби, пуснати от Curtiss SB2C Helldiver, които попадат в кърмата, което води до детонацията на съхраняващите се там дълбочинни бомби и взрив на кораба. Крайцерът потъва с носа нагоре: от 640 души се спасяват само 19.
„Кашии“ е окончателно изключен от списъка на Императорския флот на 20 март 1945 г.